# اتفاقية الرضا بالزواج (والحد الأدنى لسن الزواج)
اتفاقية الرضا بالزواج، والحد الأدنى لسن الزواج وتسجيل عقود الزواج هي اتفاقية طرحت في الأمم المتحدة عن معايير الزواج. تم عرض الاتفاقية للتوقيع والتصديق خلال قرار الجمعية العامة رقم 763 ألف (د-17) في 7 نوفمبر 1962 ودخلت في حيّز التنفيذ 9 ديسمبر 1964. وقعّت على الاتفاقية 16 دولة وتوجد 55 دولة طرفا.
الاتفاقية تؤكد الطبيعة الرضائية للزواج وتلزم الدول الأطراف بتحديد حد أدنى لسن الزواج وتسجيل الزيجات.